# Friedrich Daniel Ernst Schleiermacher

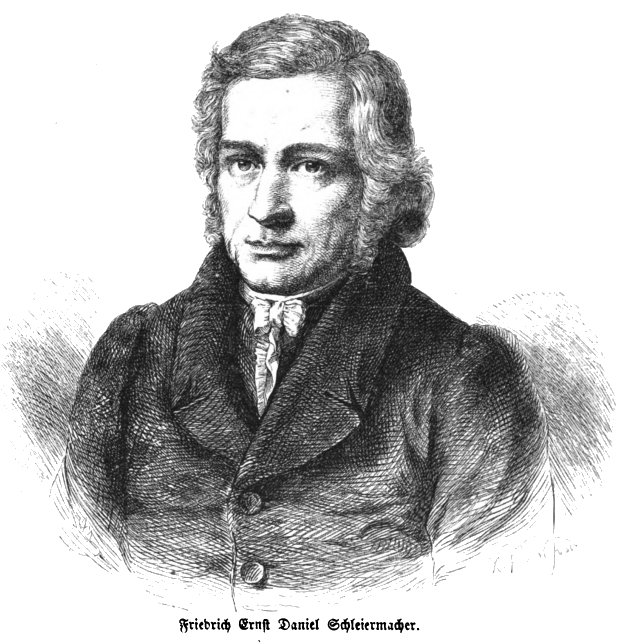
Friedrich Daniel Ernst Schleiermacher

Friedrich Daniel Ernst Schleiermacher (21. listopadu 1768 Vratislav – 12. února 1834 Berlín) byl německý protestantský teolog, filosof a pedagog, rektor berlínské univerzity. Přeložil celé Platónovo dílo do němčiny a je považován za zakladatele liberální teologie a moderní hermeneutiky. Pro svůj mimořádný vliv na poli evangelické theologie byl nazván "církevním otcem 19. století".

## Život
Narodil se v rodině reformovaného pruského vojenského kazatele a navštěvoval školy moravských (herrnhutských) bratří v Niesky a v Barby. Toto pietistické prostředí mu však nevyhovovalo, přihlásil se na univerzitu v Halle, kde se seznámil s biblickou kritikou a křesťanství se vnitřně vzdálil. Nicméně roku 1796 se stal kaplanem v nemocnici v Berlíně, kde se seznámil s romantickým okruhem kolem Friedricha Schlegela. Studoval Platóna a Spinozu, Fichta a Schellinga a snažil se o vyrovnání s Kantem. Z této snahy vzniklo jeho slavné dílo O náboženství: Řeči ke vzdělancům mezi jeho pohrdači (Über die Religion: Reden an die Gebildeten unter ihren Verächtern, 1799). V letech 1802–1804 byl pastorem v Pomořansku a začal pracovat na překladu Platónových dialogů, který dokončil až 1828. Od roku 1804 byl kazatelem a profesorem v Halle a roku 1807 se odstěhoval do Berlína, kde se hned po založení univerzity (1810) stal profesorem teologie. Zároveň byl i tajemníkem Pruské akademie věd a podílel se na reformách pruské církve. Přednášel filosofii, teologii, etiku i psychologii a začal pracovat na svém hlavním díle, Křesťanská víra představená v souvislosti podle zásad evangelické církve (Der christliche Glaube nach den Grundsätzen der evangelischen Kirche im Zusammenhange dargestellt, 1820–1821). Politicky zůstal i po pádu Napoleonově zastáncem osobní svobody a hájil také nezávislost církve, a to i vůči panovníkovi. Přes nesmírnou popularitu musel čelit mnoha útokům z různých stran a zemřel na zápal plic roku 1834. Jeho pohřbu se prý zúčastnilo 20 až 30 tisíc lidí.

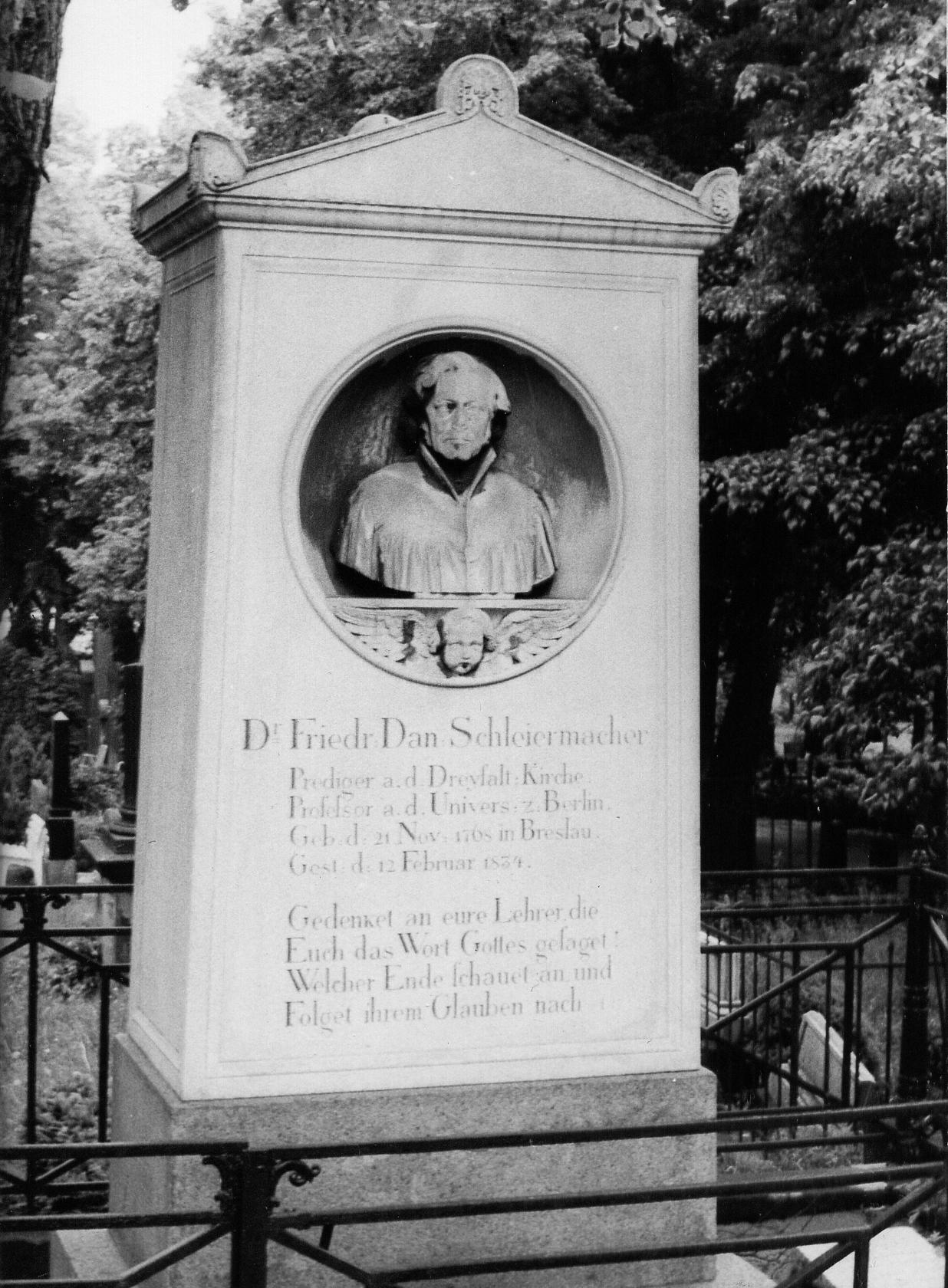
Náhrobek v Berlíně-Kreuzbergu

## Teologie
Schleiermacherovým životním cílem bylo smířit křesťanství s požadavky moderní subjektivity a vyhnout se jak osvícenské skepsi, tak Kantovskému racionalismu a moralismu. Náboženství resp. zbožnost není především soustava dogmat, nýbrž hluboký lidský cit, bezprostřední vědomí naprosté závislosti na Bohu ("das Gefühl der schlechthinnigen Abhängigkeit"), které je v posledu založené na sebesdělení Božského vědomí Ježíše Krista. Křesťanská dogmata jsou podle Schleiermachera výrazy "křesťansky zbožných stavů mysli představené v řeči" (Křesťanská víra, § 15). Církev je – vedle rodiny, školy/univerzity a státu – jedním z nezbytných lidských společenství a zároveň vyjádřením univerzálního nároku křesťanství. Schleiermacherova teologie sice upouští od řady tradičních dogmat, resp. je originálně reinterpretuje, a klade důraz na vnitřní prožitek zbožnosti, čímž náboženství také subjektivizuje, Schleiermacher sám však chtěl svoji theologii zakládat objektivně, tzn. z christologie. Protestantská „nová ortodoxie“ a zejména Karl Barth byla jistou reakcí na dlouhodobý Schleiermacherův vliv v německé teologii.

## Etika
Na rozdíl od Kantovy základní myšlenky kategorického imperativu odmítá Schleiermacher, že by se etika dala budovat jen v rámci individua, osoby, ale tvrdí, že si musí všímat také vztahů. Dělí ji do tří částí: nauka o dobru se týká objektivací rozumu (moderně řečeno hodnot), nauka o ctnostech pojednává o „silách“, jež lidské jednání vedou, a konečně předmětem nauky o povinnostech jsou jednotlivá lidská jednání.

## Hermeneutika
Hermeneutika – nauka o rozumění řeči – je pro Schleiermachera zásadní už proto, že myšlení silně závisí na jazyce a je s ním v jistém smyslu totožné. Protože význam slov a řeči je dán jejich užíváním a protože v tom jsou mezi jednotlivými lidmi velké rozdíly, není porozumění vůbec samozřejmé, nýbrž vyžaduje velké úsilí. Výklad Bible je pro něho důležitým příkladem, sám problém se však týká každého rozumění řeči. Interpret se předně musí důkladně seznámit s kontextem a musí pochopit, že porozumění má dvě stránky: lingvistickou, která se týká toho, co mají mluvčí společné, a psychologickou, jež se týká zvláštností každého individua. Měl by být obeznámen s psychologií autora a vedle lingvistického významu musí hledat i záměr určité výpovědi: zda je míněna vážně, jako žert, ironie a podobně. Nestačí tedy pečlivě číst, nýbrž je třeba i „uhadovat“. Postup rozumění nikdy nezačíná z čistého stolu, nýbrž je od začátku veden jistým „před-porozuměním“ (případně předsudky). Postupné prohlubování porozumění vyžaduje, aby se interpret neustále vracel a opakoval nezbytné kroky. Na tomto základě později vybudoval Wilhelm Dilthey teorii „hermeneutického kruhu“.